# Alocasia puteri
Alocasia puteri är en kallaväxtart som beskrevs av Alistair Hay. Alocasia puteri ingår i släktet Alocasia och familjen kallaväxter. Inga underarter finns listade.